# Kurtagića dolac
Kurtagića dolac je jedna od najljepših udolina na planini Kamešnica. Nalazi se na nadmorskoj visini od 1460 metara između vrhova Planinica (1612 m), Kolebajka (1535 m) i Trovrsi (1645 m) te je jedino otvoren uskim grlom prema sjeveroistoku što ga čini čarobno skrivenim. 
Planinska livada (dolac) dugačka je oko 350 metara a široka oko 150 metara. Okružena je uglavnom gustom bukovom i miješano bukovom i jelovom šumom. Pristupiti mu se može iz nekoliko smjerova markiranim planinarskim stazama. Najlakše mu se prilazi stazom sa zapada na koju se lako priključuje s okretišta šumarskog puta koji pak seže sve do nove međudržavne ceste Sinj-Livno. 
Dolac je u prošlosti bio naseljen nomadima koji su provodili ljetne mjesece sa svojim stadima. 
2007. godine zajedničkim snagama dalmatinskih i livanjskih planinara sagrađena je mala planinarska kućica koja u prizemlju ima malu kuhinju s velikim stolom te u potkrovlju veliku sobu za spavanje na madracima. 

## Vanjske poveznice
- Kurtagića dolac  Arhivirana inačica izvorne stranice od 15. veljače 2009. (Wayback Machine)